# Wampsville
Wampsville är en ort (village) i kommunen Lenox i Madison County i delstaten New York. Vid 2010 års folkräkning hade Wampsville 543 invånare. Wampsville är administrativ huvudort i Madison County.